# Thompson Falls
Thompson Falls är administrativ huvudort i Sanders County i Montana. Orten fick sitt namn efter pälshandlaren David Thompson.

## Kända personer från Thompson Falls
- Marc Racicot, politiker